# Central Fox
Central Fox (anteriormente conocido como Fox Sports Noticias (Cono Sur) y Diario Fox Sports (Cono Norte) es el noticiero deportivo de la cadena de televisión Fox Sports México y fue el programa insignia de Fox Sports Latinoamérica hasta marzo de 2020. Anteriormente se emitió para su señal en el Cono Sur por Fox Sports Argentina y tuvo emisiones localizadas en las señales de Chile, Colombia, y Perú, al igual que en Fox Sports Brasil para el territorio brasileño. Su contenido abarca generalmente noticias de fútbol y otros deportes de relevancia, especialmente aquellos que cuentan con la participación de deportistas latinoamericanos.
Actualmente cuenta con cuatro ediciones de lunes a viernes, mientras que sábados y domingos son dos las que salen al aire en forma fija o en una cantidad mayor si la circunstancia lo requiere.
Cuenta con corresponsales en Paraguay. Además, cuenta con una corresponsalía en Europa.
Durante los primeros años de Fox Sports Noticias llegó a emitirse en 21 países, con una audiencia potencial de más de 20 millones de hogares.

## Analistas, periodistas, conductoras y presentadores
Los siguientes son los periodistas que tienen a su cargo la conducción de las distintas ediciones de los noticieros de esta cadena.

### Central Fox Cono Norte y Centroamérica
Producido en México. También emitido en Costa Rica, El Salvador, Guatemala, Honduras, Nicaragua, Panamá, Puerto Rico, y República Dominicana.
- Blanca Ríos
- Diego Venegas
- Luis Mario Sauret
- Mónica Arredondo
- Natalia León
- Oscar Guzmán
- Pamela Gasca
- Ricardo García
- Tony Valls

#### Anteriores
- Aldo Sánchez
- José Pablo Coello
- María Fernanda Mora
- Marion Reimers
- Pilar Pérez
- Ricardo Murguía
- Rosy Martell
- Valeria Marín
- María del Valle

### Anteriores Central Fox Sur
Producido en Argentina. También emitido en Bolivia, Chile, Colombia, Brasil, Ecuador, Paraguay, Perú, y Uruguay.
- Ariel Donatucci
- Christian Martin
- Daniel Retamozo
- Emiliano Raggi
- Juan José Buscalia
- Julián Fernández
- Luciana Rubinska
- Martín Liberman
- Maxi Palma
- Walter Safarián

#### Anteriores
- Agostina Scalise
- Alina Moine
- Adrián Puente
- Javier Tabares
- Margarita Wais
- Pablo Viola
- Sergio Rek
- Viviana Semienchuk
- Manuel de Tezanos Pinto

### Ediciones localizadas Central Fox

#### Central Fox Chile
- Fernando Solabarrieta
- Francisco Eguiluz
- Francisco Sagredo
- Rodrigo Herrera
- Rodrigo Sepúlveda
- Cristián Caamaño

#### Central Fox Colombia
- Alejandra Romero
- Carlos Orduz
- Daniel Angulo
- Francisco Javier Vélez
- Juan Manuel Ramírez
- Lizet "Liche" Durán
- Melissa Martínez
- Ricardo Alfonso

#### Central Fox Brasil
- Eduardo Elias
- Felipe Motta
- José Ilan
- Karine Alves
- Marina Ferrari
- Renata Cordeiro